# كسر جذر السن
كسر جذر السن (بالإنجليزية: Root fracture) هو كسر في طبقات العاج والملاط واللب المكونة للجذر ويحدث بشكل واسع في الثلث الأوسط من الجذر الكامل وغالبًا ما يصيب جذور الأسنان المالجة بحشوات الجذور لأنها تكون ضعيفة وغير مزودة بالأوعية الدموية.
يتضمن العلاج إعادة تموضع الجذر المكسور في مكانه لضمان إعادة تكون الأوعية الدموية للسن وبالتالي الحفاظ على جمالية وسلامة السن وضمان تأديته لوظيفته.

## الكسر العمودي للسن
كسور الجذر العمودية هي كسور طولية تمتد من قناة الجذر إلى دواعم الأسنان عادة ما تظهر في الأسنان المحشوة بحشوات الجذور ولكن يمكن رؤيتها أيضًا في الأسنان السليمة، يمكن أن تكون الكسور العمودية الجذر بالكامل أو جزء منه فقط.
يعتبر التشخيص صعبًا إذ أن العلامات والأعراض تتأخر ولا توجد أعراض سريرية تشير إلى وجود كسر في الجذر.

### العلامات والأعراض
غالبًا ما يشعر المريض بعدم الارتياح والألم الذي يرافق العدوى، عادةً ما يكون الألم خفيف أو متوسط الشدة ويبلغ المرضى عن ألم أثناء العض.

### العوامل المسببة:
- عادة ما يؤثر الشكل التشريحي لقناة الجذر على متانة الجذر إذ أن الجذور ضيقة المساحة أكثر عرضةً للكسر.
- تصدي المسامير الموضوعة داخل قناة الجذر.
- استخدام موزعة الحشوات في حشوات الجذر.
- كلما ازدادت فترة كسر الجذر بدون علاج استمر فقدان العظام المحيطة بالسن ما يضر بنجاح أي عمليات زرع محتملة في المستقبل.

يمكن علاج الأسنان متعددة الجذور بنجاح عن طريق إزالة الجذر المكسور عن طريق بتر الجذر أو قطع السن من المنتصف.

## كسر الجذر الأفقي
يحدث كسر الجذر الأفقي عندما يكون خط الكسر عموديًا أو مائلًا على المحور الطولي للسن، يمكن أن يحدث في الجزء القمي أو الأوسط أو التاجي من الجذر، وهو نادر الحدوث إذ يمثل كسر الجذر الأفقي 3% فقط من جميع إصابات الأسنان.

### التشخيص
غالبًا ما يمكن التعرف على كسور الجذور الأفقية عن طريق أخذ صورة شعاعية، ومن استحداث التكنولوجيا الحديثة يمكن استخدام التصوير المقطعي المحوسب بالأشعة المخروطية لمشاهدة كسور الجذر بصورة ثلاثية الأبعاد.

### العلاج
يمكن علاج جذور الأسنان المكسوة أفقيًا بإعادة تموضعها وتثبيتها، مع وجود فرصة جيدة لنجاح العملية وبقاء السن حيًا، إلا في حالة الكسر الأفقي على الثلث التاجي للجذر ففي هذه الحالة يجب استخراج الجذر في 80% من الحالات.